# Pterolophia bifasciata
Pterolophia bifasciata là một loài bọ cánh cứng trong họ Cerambycidae.